# Alt Ter

Mapa de Vegueries, incloses la del Penedès i l'Alt Ter

L'Alt Ter també anomenat Regió de les Conques Altes Catalanes, és una regió i unitat funcional de Catalunya, formada per les comarques d'Osona, el Lluçanès, el Ripollès i possiblement la Garrotxa i el Moianès que es troba a l'entorn del curs alt i mitjà del riu Ter, i candidata a esdevenir vegueria en la futura organització territorial catalana que hauria de substituir l'actual divisió en províncies.
Hi viu una població de 202.334 habitants, segons les dades del 2024 i té una superfície de 2276.3 Km2 comptant amb les comarques d'Osona, el Ripollès i tota la comarca natural del Lluçanès.
És la vegueria catalana on hi ha més suport als partits independentistes segons els percentatges de vot històrics i contemporanis.

## Història
Històricament, la proposta es basa en la vegueria VI republicana, que unia Osona, el Ripollès i la Baixa Cerdanya, seguint l'eix ferroviari del transpirinenc, proposada el 1933 pel govern republicà. El geògraf Pau Vila i Dinarès (1881-1980) ja en va proposar una variant.
El 2003 s'havia creat també una Plataforma per la Vegueria de l’Alt Ter, per a Osona, el Ripollès i potser la Garrotxa. Tot i això, aquesta plataforma va desaparèixer l’any 2011 després de no haver aconseguit fer que l’Alt Ter fos una vegueria. Algunes persones diuen que les causes de la seva desaparició van ser probablement el seu centralisme a la ciutat de Vic, ja que per culpa d’aquest centralisme, les altres poblacions importants de la regió de l’Alt Ter no estarien gens contentes amb la nova vegueria que centralitzaria tant a Vic.
L'1 de maig del 2015 es va oficialitzar la creació de la comarca del Moianès després d'haver realitzat un referèndum on va guanyar el sí a tots els municipis. En unes declaracions de l'exalcalde de Vic del 2008 aquest obria la porta a que el Moianès també entrés a formar part de l'Alt Ter.
El 3 de maig del 2023, es va oficialitzar la comarca del Lluçanès després d'un referèndum fet l'any 2015 on va guanyar el sí a tots els municipis menys Sant Boi del Lluçanès, Sant Bartomeu del Grau, Sant Martí d'Albars, Santa Maria de Merlès i Sant Feliu Sasserra. Aquest ultim poble mencionat si que es va unir oficialment durant unes setmanes a la nova comarca, però per decisió de l'ajuntament, finalment es va tornar a separar. Al contrari del Moianès, el Lluçanès sí que formaria part més fàcilment de l'Alt Ter per raons històriques vinculades amb Osona.
Alguna gent encara diu de que la idea de l’Alt Ter es molt bona per la població, i diuen que perquè l’Alt Ter sigui una vegueria, caldria fer que la vegueria no es centralitzi tot en Vic i posi d’important a altres poblacions com: Ripoll, Manlleu, Torelló, Tona, Taradell, Camprodon o Ribes de Freser.

## Vegueria o no
Si bé la majoria d'autors ajunten Osona a la regió de la Catalunya Central, en rigor forma una unitat cultural i històrica pròpia amb l'Alt Ter, ja des dels temps de Guifré el Pilós i el Comtat d'Osona, geogràficament cohesionada i sense gaires vincles amb la Catalunya Central estrictament (formada a l'entorn del riu Llobregat), i per tant, per raons històriques i culturals, popularment l'Alt Ter sempre podria ser una vegueria catalana (sense cap imposició administrativa territorial dins de la regió). A vegades s'hi ha inclòs la comarca de la Garrotxa, si bé està més vinculada a les Comarques Gironines.
Les poblacions més importants en són Vic, Manlleu, Roda de Ter, Torelló, Tona, Taradell, Centelles, Ripoll, Campdevànol, Ribes de Freser, Prats de Lluçanès i Camprodon.
Hi han hagut fins i tot idees de fer una vegueria més gran conformada amb les comarques d'Osona, el Ripollès, el Lluçanès, el Moianès, la Garrotxa i fins i tot la Cerdanya de poder conformar una vegueria, però que no sigui amb el nom de l'Alt Ter, i hi han hagut idees com que el nom de la vegueria sigués la Vegueria de les Conques Altes Catalanes.

## Geografia

### Serres, massissos i muntanyes o cims
Al nord de l'Alt Ter i de la comarca del Ripollès hi podem trobar un conjunt de massissos i serres del Pirineu amb cims elevats: la Creu de Maians (2.020 m), el Puigmal (2.909,8 m), el Pic de Finestrelles (2.827 m), el Pic d'Eina (2.789 m), el Pic de Noufonts (2.861 m), el Pic de l'Infern (2.869 m), el Pic de Bastiments (2.881 m), el Pic de la Dona (2.702 m), Costabona (2.465 m), i Montfalgars (1.610,8 m). Tots aquests cims mencionats es troben en la línia de la frontera amb la Catalunya Nord i, per tant, amb França.
Més cap al sud de la comarca hi podem trobar una altra alienació de muntanyes, paral·lela a l'anterior. A l'oest de l'alienació hi ha la serra de Montgrony i cap a l'est la Serra Cavallera (Taga, 2.039,9 m).
Seguint més cap al sud hi ha d'altres alineacions muntanyoses paral·leles a les anteriors, totes elles pertanyents als Pirineus. Al sud-oest trobem els rasos de Tubau i la serra de Matamala. Al sud-est hi ha un conjunt de serres que entren en contacte amb la serralada Transversal: serres de Milany i de Santa Magdalena i el Puigsacalm (1.514 m), en el límit amb la Garrotxa.

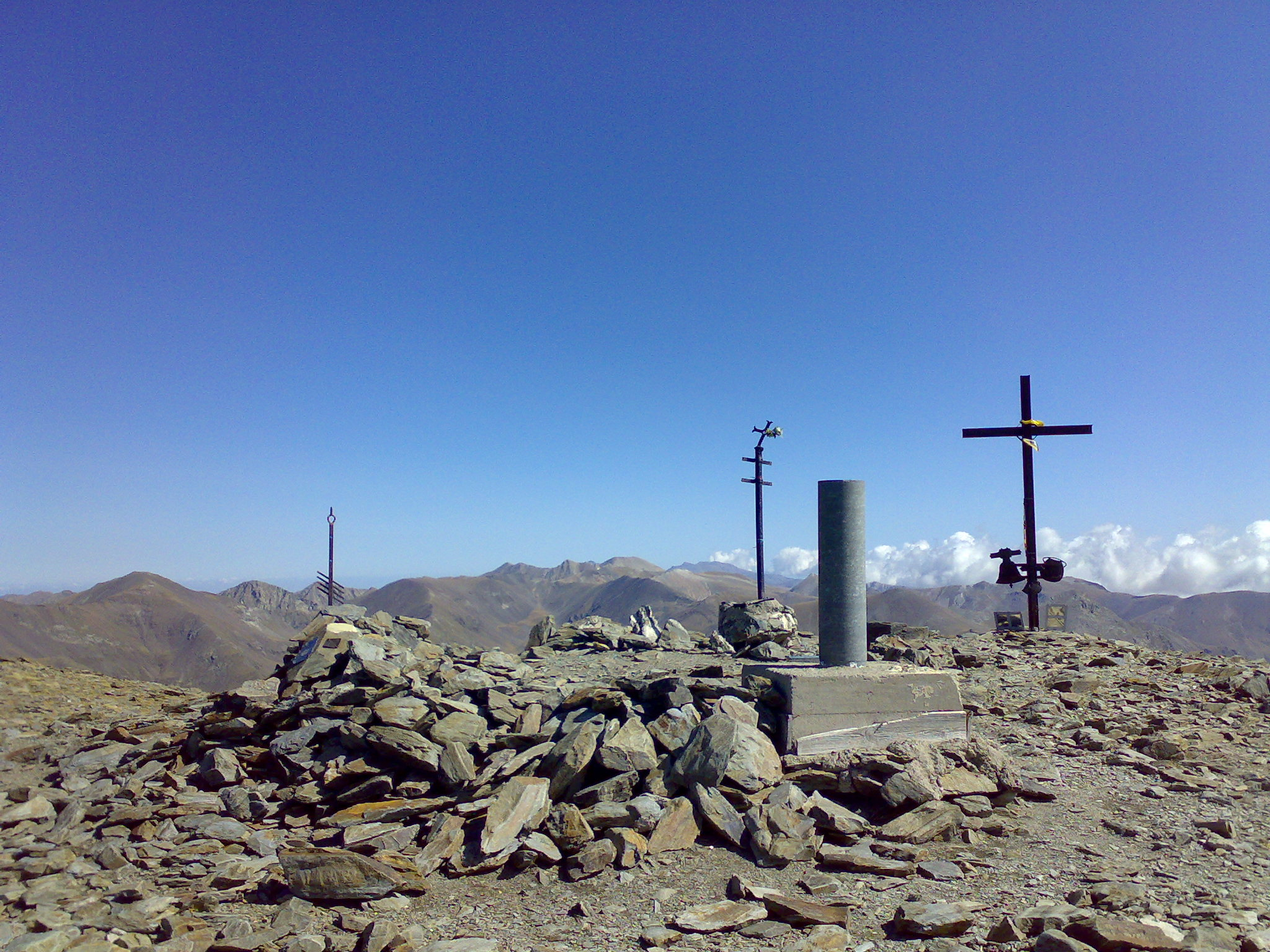
El Puigmal és el cim més alt de l'Alt Ter

A la comarca d'Osona a la part nord es troba la Serra de Bellmunt, on hi ha la muntanya mateixa de Bellmunt (1.247 m). A la part nord-oest de la comarca, al Collsacabra, es troba la serra de Cabrera on hi ha la muntanya de Cabrera (1.308 m).
Entre la comarca d'Osona i del Lluçanès hi podem trobar muntanyes com la Miranda (911 m), el Turó de la Creu de Gurb (842 m), on hi ha el Castell de Gurb o Santa Llúcia de Sobremunt (958 m).
Al sud-est de la comarca hi podem trobar la zona natural o el massís del Montseny, on hi ha la muntanya més alta de la comarca d'Osona, el Matagalls (1.697 m).

### Zones de l'Alt Ter
La comarca del Ripollès és una comarca molt muntanyosa, constituïda per serres separades per valls llargues i profundes i on no hi ha cap plana extensa. Per això cada una d'aquestes valls té una personalitat pròpia, i la comunicació entre elles tradicionalment no ha estat fàcil.
La meitat sud del Ripollès constitueix el que alguns han anomenat el Baix Ripollès, contrada amb muntanyes mitjanes que no són tan altes com les del nord de la comarca, encara que les valls són força profundes, centrada en la vila de Ripoll. Al Baix Ripollès hi podem trobar poblacions com les Lloses, Vallfogona de Ripollès, Campdevànol i la vila de Ripoll.
La meitat nord del Ripollès és format per la Vall de Ribes i la Vall de Camprodon. La Vall de Ribes és centrada a la població de Ribes de Freser. Comprèn les conques del Rigard, que arriba fins a la Collada de Toses, la del Freser, que inclou la Vall de Núria i la del Riu Segadell que arriba a la Collada Verda. La Vall de Camprodon comprèn la capçalera del Ter i la conca del Ritort, riu que s'uneix al Ter precisament a Camprodon.
El nucli de la comarca d'Osona és constituït per la plana de Vic, conca d'erosió oberta en les margues gris-blavenques de la depressió central per l'acció conjunta del riu Ter. Pel nord, tanquen la plana els primers replecs pirinencs -serres de Milany, Bellmunt i Curull-, que s'enllacen pel nord-est amb l'altiplà del Cabrerès, pertanyent a la serralada Transversal.
Per l'est, el curs encaixat del riu Ter separa aquest altiplà del massís prelitoral de les Guilleries, el qual continua amb el del Montseny. Els contraforts occidentals del pla de la Calma (Massís del Montseny) i els cingles de Bertí tanquen la comarca pel sud. Entre aquestes dues formacions muntanyoses, el riu Congost ha obert un estret per on circula la carretera i la línia de ferrocarril que comunica la plana de Vic amb el Vallès i Barcelona. Per l'oest, són els altiplans del Moianès i del Lluçanès els que delimiten perfectament la conca.

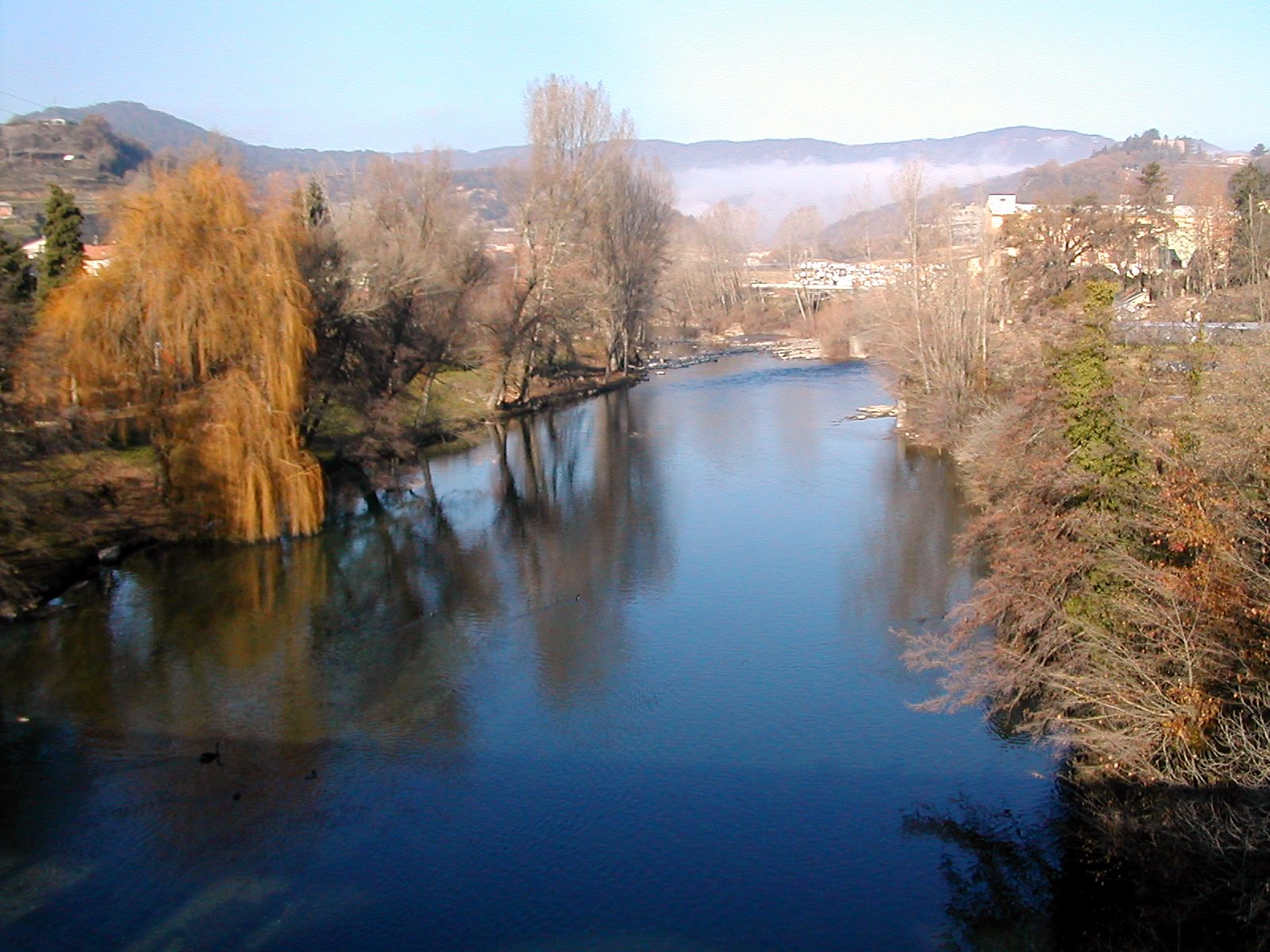
El Riu Ter passant per Sant Quirze de Besora

### Rius
La regió de l'Alt Ter té aquest nom precisament per alt curs del Riu Ter. El Riu Ter primer neix a Ulldeter, i passa per Vallter 2000. Llavors, el Ter baixa cap a Camprodon i segueix per pobles com Sant Pau de Segúries. Llavors, el riu Ter arriba a la vila de Ripoll, on s'ajunta amb el riu Freser on neix a la Vall de Ribes, a la capçalera del Freser. Ja amb el riu ajuntat amb el Freser, el Ter baixa per La Farga del Bebié per arribar a la comarca d'Osona on passa per pobles com Montesquiu, Sant Quirze de Besora, Torelló (on s'uneix el riu Ges) i Sant Hipolit de Voltregà. I llavors arriba el punt en el que el riu va un canvi de direcció del sud cap a l'est a la zona de Manlleu i llavors passa per Roda de Ter on s'ajunta amb el riu Gurri (que també s'havia ajuntat abans amb el Mèder). Llavors finalment el riu Ter passa per el Pantà de Sau i passat la presa, el riu surt de la zona de l'Alt Ter seguint el camí cap a Girona i posteriorment a la desembocadura del Ter.
Però, al sud de la comarca d'Osona hi ha un altre riu que no s'ajunta amb el Ter, el riu Congost, on neix a Collsuspina i passa per el sud d'Osona fins al sortir de la comarca per Aiguafreda, per llavors ajuntar-se amb el riu Besós. Però també hi ha un altre riu important localitzat al Lluçanès, la riera de Merlès, on neix a Sant Jaume de Frontanyà i a Les Llosses, passa per Santa Maria de Merlès i llavors surt del Lluçanès per ajuntar-se amb el riu Llobregat.

### Clima
A la comarca del Ripollès hi ha una gran diversitat de climes. Van des del mediterrani de muntanya mitjana al d'alta muntanya, en relació sobretot amb l'altitud. La influència marítima ja és molt atenuada, i es va perdent a mesura que es va cap a l'oest. Al sector que dona a la Garrotxa, la tendència continental és menor a causa de l'arribada de masses d'aire humides i temperades.

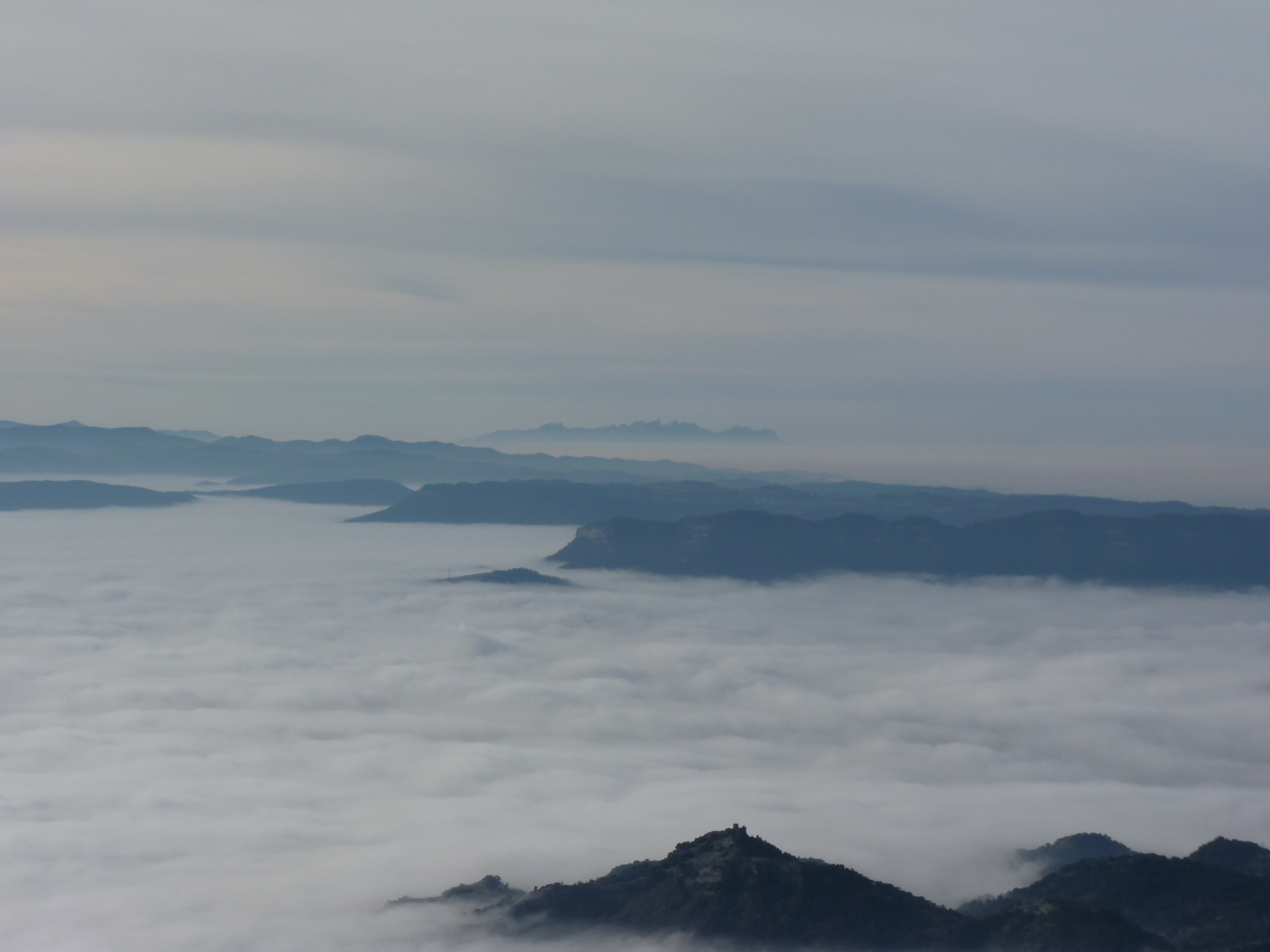
Vista de la Plana de Vic des de Bellmunt

Són les que provoquen les pluges abundoses de la part oriental del Ripollès i les que fan que hi hagi extenses fagedes. Al cantó occidental, cap al Berguedà, plou menys, i en el paisatge vegetal dominen les pinedes de pi roig i rouredes de roure martinenc.
Ben diferent és cap a les muntanyes per sobre dels 2000 metres, on les temperatures són sempre més baixes i a l'hivern neva sovint. El paisatge vegetal és constituït sobretot per pinedes de pi negre i prats d'alta muntanya.
Els gràfics del clima de Camprodon ens mostrarien les característiques d'un clima mediterrani de muntanya mitjana, exposat de ple als vents de llevant, molt humits, i on les tempestes d'estiu també es donen sovint.
El clima a la comarca d'Osona és mediterrani continental humit, tot i que als relleus del nord (àrea prepirinenca) i a l'est (Montseny, Guilleries i Collsacabra) la precipitació és abundant o molt abundant i la temperatura és més baixa. La precipitació cau de manera regular durant tot l'any, però l'hivern és l'estació més seca. Pel que fa a la temperatura, l'estiu és calorós a la Plana de Vic i més fresc a la resta.
L'hivern és fred a tota la comarca, amb inversió tèrmica i boires que afecten sovint la plana. L'amplitud tèrmica és alta al centre i oest de la comarca i només l'estiu queda lliure de la possibilitat de glaçades.

### Vegetació
Amb climes i relleus tan variats i contrastats és evident que a la comarca del Ripollès hi hagi una gran diversitat de paisatges vegetals. A grans trets hi ha cinc grans tipus de dominis vegetals que de manera natural ocuparien una superfície notable: rouredes, fagedes, pinedes de pi roig, pinedes de pi negre i prats naturals d'alta muntanya.

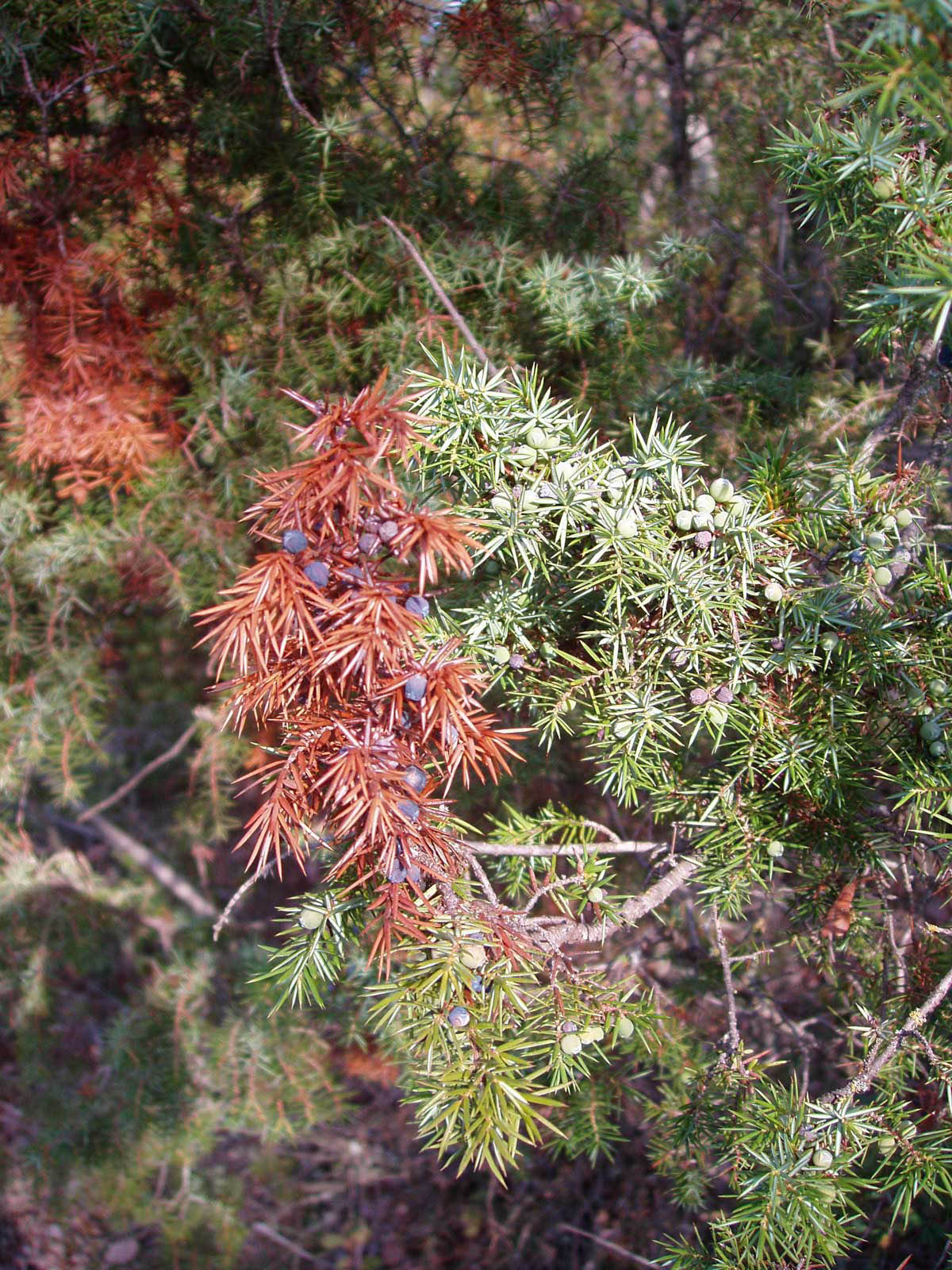
Ginebre és abundant a la comarca del Ripollès

Les petites planes i vessants inferiors dominarien les rouredes de roure martinenc i de roure de fulla gran. Les rouredes serien els boscos més 
extensos de la meitat meridional del Ripollès i penetrarien força cap a les Valls del Freser i de Camprodon per sota dels 1.300 metres, aproximadament. En els indrets més secs i menys plujosos abunda el roure martinenc, que és el roure més estès per la comarca. També hi podem trobar el roure pènol.
Actualment hi podem trobar bones rouredes tant de roure martinenc com de roure de fulla gran, però ocupen una superfície molt inferior a la que ocuparien de manera ben espontània. Al seu lloc hi ha conreus, pastures, construccions, i sobretot matollars i boscos de pi roig. Aquestes pinedes ocupen àmplies superfícies del territori propi de rouredes. El pi roig ha estat plantat i afavorit perquè el seu tronc és recte i llarg i és ideal per a fusteria i creix força ràpidament. Els matollars més estesos són les boixedes i landes de ginestell i ginebre.
El pi roig ha estat afavorit per l'home en terres pròpies de les rouredes per a la producció de troncs, però se sap que el pi roig ocuparia naturalment també àmplies superfícies, en especial entre el 1.300 i el 1.600 metres dels vessants amb clima de tendència continental. Al Ripollès el pi roig ocuparia naturalment alguns vessants dels rasos de Tubau i de les serres de Matamala, Montgrony i Cavallera, indrets on actualment és abundant. En realitat, les pinedes de pi roig són els boscos més estesos de la comarca i constitueixen un recurs econòmic important.
La fageda es faria naturalment als vessants més humits de la muntanya mitjana. Ocuparia superfícies àmplies en les muntanyes que limiten amb la Garrotxa, on actualment és abundant. A la resta de la comarca forma boscos aïllats enmig de pinedes o boixedes als rasos de Tubau i serra Cavallera.
A partir de 1.600 metres les pinedes de pi roig deixen pas al pi negre, que és l'arbre que suporta més els fred. Sovint es formen primer boscos mixtos amb els dos pins, però ben aviat només creix el pi negre. El pi negre forma extensos boscos entre 1.600 i 2.300 metres, encara que en nombrosos indrets el bosc ha estat destruït per a pastures. El paisatge actual subalpí del Ripollès és un mosaic de pinedes, pastures i matollars de neret, ginebre o bàlec.
L'entorn del santuari de Núria és un indret excel·lent per a l'observació del bosc de pi negre, com també dels matollars de neret i ginebre. També és un lloc bo l'entorn de la collada de Toses, al límit amb la Cerdanya. Als vessants de la part final de la pujada a la collada hi ha un matollar de bàlec molt extens. En tots dos llocs es pot comprovar com la disminució del pasturatge comporta que el bosc de pi negre vagi avançant, ocupant el terreny que li pertoca naturalment.
Per sobre dels 2.300 metres ni el pi negre no pot aguantar les baixes temperatures i la neu, i pocs són els arbres que gosen establir-se més amunt d'aquesta cota. Normalment són arbres aïllats i esquifits, amb troncs tortuosos i branques petites i poques fulles. El que es fa naturalment és un matollar, que una mica més amunt tampoc no aguanta el fred. Només hi ha prats, que a l'hivern són totalment tapats per la neu. La neu els protegeix dels freds més rigorosos. Quan la neu es fon ja no fa tant fred.

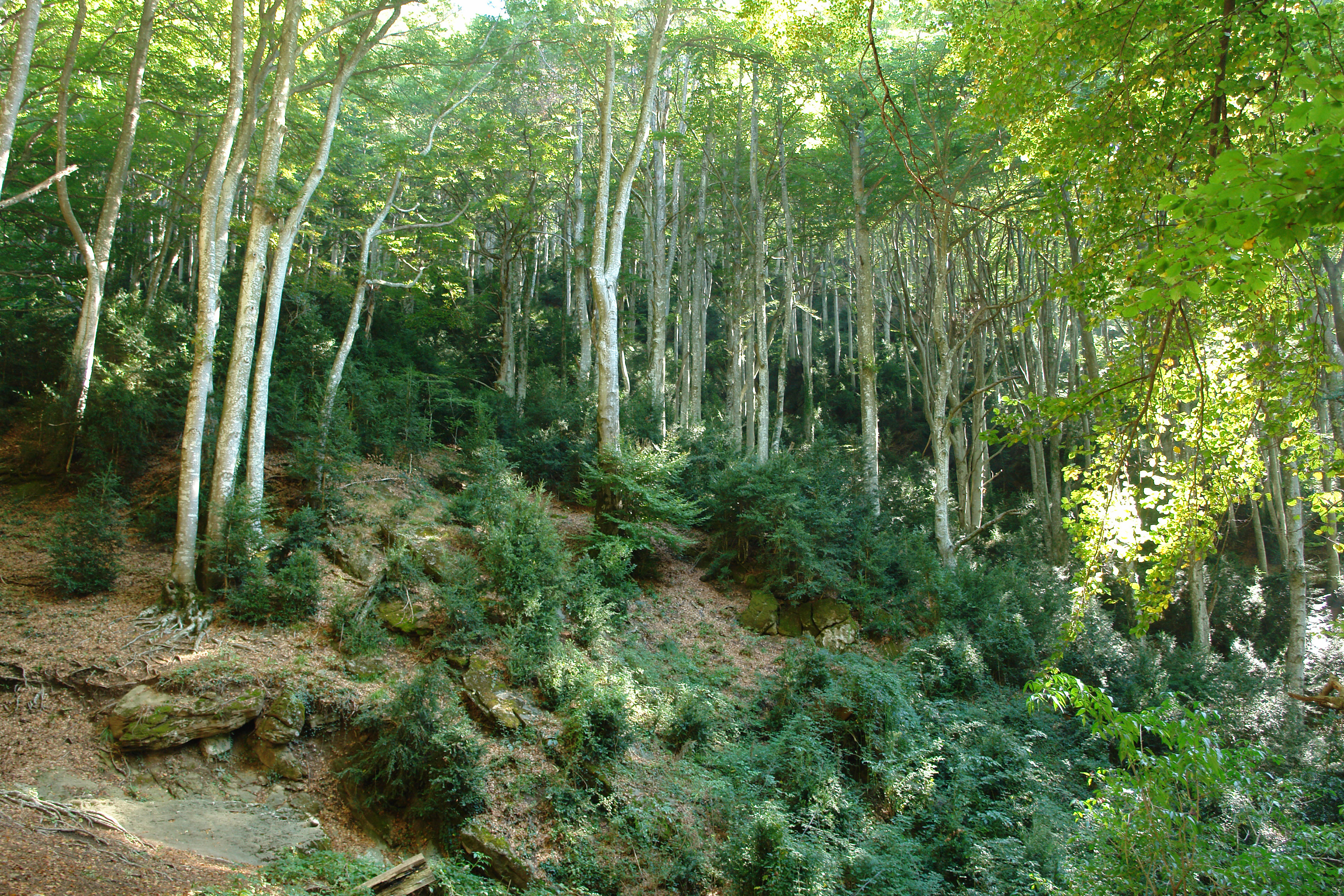
El Faig és abundant a la comarca d'Osona, sobretot a les parts altes de la plana de Vic

Al igual que a la comarca del Ripollès, la comarca d'Osona té una gran diversitat de paisatges naturals i comprèn des de boscos de faigs humits fins a les seques pinedes de pi pinyoner. El paisatge natural ha anat canviant a la plana de Vic: abans hi havia moltes rouredes i actualment n'hi ha ben poques, a causa de l'ocupació del terreny com a camps de conreu i per les pinedes que s'hi han plantat. A les zones altes de la plana s'hi poden trobar roures, avellaners, boixos, faigs, etc.
A la subcomarca del Cabrerès en aquesta zona destaca el bosc de fulla caduca i el roure. També hi ha fagedes a les zones obagues, així com un bon nombre de zones de pastura i prats. A les Guilleries, el clima fa que la vegetació sigui molt rica i densa, amb arbres de fulla perenne a les zones més baixes i de fulla caduca a les parts més altes. Hi trobem alzines, roures, avellaners, faigs, castanyers, boixos, verns i zones de pastura.
A la comarca del Lluçanès, el seu paisatge natural és de roures martinencs i alzines carrasques, però l'home ha canviat el paisatge per pinedes, de les quals destaca la de pi roig. També hi trobem prats secs de pastura i extensions de pi blanc, pinyoner i roig.

## Economia
L'economia és fonamentalment agrícola i ramadera, i l'estil de vida és pagès i rural, si bé hi ha un sector serveis molt important, centrat a la ciutat de Vic (centre comercial de la regió) i en les activitats turístiques. La indústria té un pes important en algunes zones, com a Roda de Ter, Ripoll o Manlleu. A l'Alt Ter hi han 17 colònies indùstrials repartides en 12 a Osona i 5 al Ripollès en el recorregut del riu Ter i el riu Freser. L'indùstria tèxtil van agafar molta importància durant els segles xix i xx a l'Alt Ter i molta gent va treballar en la indùstria tèxtil.

## Població
La ciutat més poblada de l'Alt Ter és Vic, que té 49.530 habitants (2024). Com a totes les regions, l'Alt Ter ha tingut molta immigració sobretot a les ciutats més poblades on majoritàriament són a la plana de Vic. Per l'altre banda, zones com el Lluçanès i els pobles aïllats de muntanya de la comarca del Ripollès han resultat que fossin despoblades durant aquesta emigració del camp a la ciutat.
Actualment hi han molts més habitants a Osona que el Ripollès per aquesta immigració viscuda entre els anys 50 i 60 i els anys 2000. Majoritàriament tota aquesta població viu a la plana de Vic, ja que evidenment es el lloc més fàcil per trobar feina i es el lloc de L'Alt Ter on s'hi troben més serveis (majoritàriament a Vic).
Aquestes són les dades de població per comarques a l'Alt Ter (any 2024):
| Comarca  | Habitants |
| -------- | --------- |
| Lluçanès | 8.140     |
| Osona    | 168.428   |
| Ripollès | 25.766    |

## Ús lingüístic
Segons dades de Plataforma per la Llengua, el català al Ripollès compta amb un 95,2 % de parlants, essent la comarca de Catalunya amb més percentatge d'ús del català. Mentrestant, a la comarca d'Osona, el català hi és present amb un 70,9 % de parlants, mentre que un 10,5 % de parlants són bilingües. Segurament, si la regió de l’Alt Ter fos una vegueria, l’ús del català a la regió superaria a vegueries com les Terres de l’Ebre, les comarques Gironines, entre altres més.

## Política

### Consells Comarcals
Actualment, a l'Alt Ter (sense comptar el Moianès i la Garrotxa) hi ha dos consells comarcals: el d'Osona i el del Ripollès. Està previst que hi hagi un tercer Consell Comarcal, el del Lluçanès, per l'any 2027, a causa de la creació de la comarca. Actualment el Lluçanès es una mancomunitat de municipis.
El Consell Comarcal d'Osona va ser creat el 9 de març de l'any 1988 i ha tingut vuit presidents diferents. Fins a l'any 2019 hi va haver un domini de CiU al consell comarcal, però entre el 2019 i el 2023 el domini del consell comarcal va estar liderat per ERC. Hi ha hagut només un cas en el que hi ha hagut empat en el consell comarcal entre Junts i ERC i va ha sigut l'any 2023.
El Consell Comarcal del Ripollès va ser creat al igual que el d'Osona el 9 de març de l'any 1988 i ha tingut deu presidents diferents.

### Resultats Electorals
En quant a resultats electorals, podem destacar que la regió de l'Alt Ter si fos una vegueria, seria la més independentista i catalanista de tot Catalunya pel seu gran nombre de votants nacionalistes catalans. En les darreres eleccions del 2024, el vot nacionalista i independentista va superar el 70% del vot total.

## Regió de les Conques Altes Catalanes
Popularment alguna gent de la regió també ha proposat que la regió inclogui també les comarques de la Garrotxa i el Moianès ja que històricament i també linguistícament (per l'accent de la parla de la gent de la regió ja que l'accent és molt similar en aquestes comarques) aquestes dues comarques també tenen molts vincles amb les comarques de la regió de l'Alt Ter, i això ha causat que alguna gent relacionin les comarques d'Osona, el Ripollès, el Lluçanès, el Moianès i la Garrotxa.
Cal dir que el nom de la regió (Regió de les Conques Altes Catalanes) ve ja que molts rius importants com el riu Ter, el riu Fluvià o el riu Congost estarien dins d'aquesta regió.